# Ектор Купер
Ектор Купер (ісп. Héctor Cúper; нар. 16 листопада 1955, Чабас) — колишній аргентинський футболіст, що грав на позиції захисника. По завершенні ігрової кар'єри — футбольний тренер. З травня 2021 року — головний тренер футбольної збірної Демократичної Республіки Конго.
Виступав за клуби «Феррокаріль Оесте», «Індепендьєнте Рівадавія» та «Уракан», а також національну збірну Аргентини. Дворазовий чемпіон Аргентини.
Як тренер — володар Кубка КОНМЕБОЛ з «Ланусом», а також Суперкубка Іспанії з «Мальоркою» та «Валенсією»

## Клубна кар'єра
Ектор народився 16 листопада 1955 в аргентинському містечку Чабас. Професійно виступати за клуби почав у віці 21 року, 1976 року, ставши гравцем клубу «Феррокаріль Оесте», де провів один сезон, взявши участь лише у 5 матчах чемпіонату.
Після цього протягом сезону 1977 року захищав кольори команди клубу «Індепендьєнте Рівадавія», але наступного року повернувся в «Феррокаріль Оесте». Цього разу відіграв за команду з передмістя Буенос-Айреса наступні одинадцять сезонів своєї ігрової кар'єри. Більшість часу, проведеного у складі «Феррокаріль Оесте», був основним гравцем захисту команди. За цей час двічі виборював титул чемпіона Аргентини.
1988 року перейшов до клубу «Уракан», за який відіграв 4 сезони. Граючи у складі «Уракана» також здебільшого виходив на поле в основному складі команди. Завершив професійну кар'єру футболіста виступами за команду «Уракан» у 1992 році.

## Виступи за збірну
1984 року провів 5 матчів у складі національної збірної Аргентини.
1978 року, коли збірна Аргентини готувалася виграти домашній чемпіонат світу, Купер був останнім відсіяним від основного складу футболістом — на його місце і на його роль у збірній тренер Джанкарло Менотті вибрав Даніеля Пассареллу.

## Кар'єра тренера

### Робота в Аргентині
Розпочав тренерську кар'єру відразу ж по завершенні кар'єри гравця, 1992 року, очоливши тренерський штаб клубу «Уракан». Ектор вивів «Уракан» з другого дивізіону в перший, і в першій же грі на новому рівні, перед своїми вболівальниками, команда пішла вперед і програла «Платенсе» 0:5. Після поразки Купер на прес-конференції заявив, що в наступних матчах команда не буде стрімголов мчати вперед, а виробить у свій стиль, який буде приносити результат.
1995 року перейшов на роботу в «Ланус», якому допоміг виграти Кубок КОНМЕБОЛ 1996 року.

### «Мальорка»
Починаючи з 1997 року, Ектором зацікавилися іспанські клуби. В цьому ж році аргентинський тренер очолив «Мальорку», яка тільки вийшла в елітний іспанський дивізіон після декількох років перебування в Сегунді. Купер поставив «Мальорці» ефектну гру другим номером та добився з остров'янами неймовірних успіхів. Вже в перший рік роботи з аргентинцем остров'яни зайняли п'яте місце в чемпіонаті та дійшли до фіналу Кубка Короля, де балеарцям протистояла «Барселона». Основний та додатковий час переможця не виявив 1:1, і командам довелося бити пенальті, які краще виконали каталонці. В тому сезоні «Барселона» зробила «дубль», і Суперкубок розігрувався між нею і «Мальоркою», як фіналістом Кубка. І тут підопічні Купера взяли гору — вдома каталонці були обіграні 2:1, а на виїзді 1:0. У тій «Мальорці» були молоді Іван Кампо, Хуан Карлос Валерон, Карлос Роа, виділявся серб Йован Станкович.
В новому сезоні «Мальорка» виступила ще краще — здобула третє місце в чемпіонаті та вийшла у фінал Кубка Кубків. В плей-оф команда Купера пройшла шотландський «Гартс», бельгійський «Генк», хорватський «Вартекс». В півфіналі був пройдений «Челсі» — на виїзді балеарці відстояли нічию 1:1, а вдома мінімально перемогли 1:0. У фіналі «Мальорці» протистояв італійський «Лаціо» Свена-Йорана Ерікссона.
На гол Крістіана Вієрі на 7-й хвилині балеарці відповіли дуже швидко — Дані, який згодом пограв в «Барселоні», на 11-й хвилині його зрівняв. Весь інший час йшла вперта боротьба, поки на 81-й хвилині Павел Недвед не вивів «лаціале» знову вперед і трофей виграв «Лаціо».

### «Валенсія»
Влітку 1999 року Ектор Купер став тренером «Валенсії». Команда хоч і володіла хорошим складом, але вона не відносилась до грандів першої величини. Більш сильний підбір гравців у порівнянні з «Мальоркою» дозволив Куперу дещо видозмінити тактику та створити абсолютно унікальну команду. В ігровій філософії Купер багато почерпнув у Еленіо Еррери: ігрова побудова у нього завжди відштовхувалася від надійної та мобільної оборони. Крім того, у «Валенсії» явно читалися елементи тотального футболу: пресинг по всьому полю, універсальність гравців, висока швидкість командного мислення.
Ігрове побудова було така: в центрі оборони розташовувалися надійні Маурісіо Пельєгріно та Мирослав Джукич (роком пізніше його місце зайняв Роберто Аяла) — єдині в команді, чиїм козирем не була швидкість. По краях оборони розташовувалися технічні і швидкі Амедео Карбоні та Жослен Англома. А центрі півзахисту — молоді та азартні Франсиско Фарінос та Херард Лопес, ліворуч — Кілі Гонсалес, а праворуч — мотор та мозок команди Гаїска Мендьєта. Форвард Клаудіо Лопес своїми видатними швидкісними якостями чудово підходив для цієї побудови.
Незважаючи на те, що Купер дуже швидко виграв перший трофей з клубом — другий в його кар'єрі Суперкубок Іспанії (1:0 і 3:3 проти «Барселони»), з самого початку його почали критикувати вболівальники за бляклу гру і вимучені перемоги, на початку сезону «Валенсія» навіть опинилась на останньому місці в турнірній таблиці. Але в Лізі чемпіонів досить легко були пройдені в 1/4 «Лаціо» (5:2, 0:1) і в 1/2 «Барселона» (4:1, 1:2), і «Валенсія» вийшла в фінал. У фіналі команда Купера нічого не змогла протиставити мадридському «Реалу» — 3:0, з м'ячами Макманамана, Мор'єнтеса та Рауля. В чемпіонаті «Валенсія» налагодила гру, і сезон закінчила на третьому місці, відставши від чемпіона «Депортіво» лише на 5 очок.
У сезоні 2000/2001 «Валенсія» знову вийшла в фінал Ліги чемпіонів. Команда Купера без проблем пройшла дві групи, в 1/4 вибила лондонський «Арсенал», завдяки голу на чужому полі (1:2 в Лондоні, 1:0 на «Местальї»), а в 1/2 обіграла «Лідс Юнайтед» (0:0 на виїзді, 3:0 вдома). В фіналі іспанців чекала «Баварія». Уже на 3-й хвилині Мендьєта відкрив рахунок з пенальті. На сьомій хвилині «Баварія» отримує право на 11-метровий, але Каньїсарес парирував удар Шолля. У другому таймі, Дік Йол поставив ще один пенальті в ворота «Валенсії», і цього разу Еффенберг забив. Напружений матч закінчився 1:1, додатковий час переможця не виявив, і справа перейшла до серії пенальті. Удар Пеллегріно «потягнув» Оллі Кан, і «Валенсія» другий сезон поспіль залишилася другою (по пенальті рахунок 5:4, Каньїсарес відбив два пенальті, Олівер Кан — три).

### «Інтернаціонале»
Влітку 2001 року Купер підписав контракт з італійським «Інтернаціонале». З «Інтером» Ектор знову програв в вирішальному матчі. В першому сезоні перед останнім туром «Інтер» випереджав «Ювентус» на два очки і їхав в гості до невмотивованого «Лаціо», але примудрився програти 2:4, «Ювентус» обіграв «Удінезе» 2:0 і став чемпіоном, «Інтер» же, скотився на третє місце, пропустивши вперед «Рому».
В наступному сезоні команда зайняла друге місце в Серії А і дійшла до півфіналу Ліги Чемпіонів, де програла принциповому супернику — «Мілану». Обидва матчі проходили на «Сан-Сіро», але в першому, який завершився внічию 0:0, номінальними господарями був «Мілан», а в другому (1:1) — «Інтер». Саме через гол, забитий на чужому полі, червоно-чорна міланська команда пройшла далі.
Результати роботи Купера в «Інтері» були не настільки блискучими, як у «Валенсії». Настільки щасливого збігу тренерських ідей і складу команди не відбулося, хоча певні заслуги перед «Інтером» Купер має: клуб вийшов з багаторічного колапсу та включився в боротьбу за Скудетто. Але ця команда не виглядала видатною або навіть оригінальною. Куперовський «Інтер» був типово італійським клубом, ігрова концепція якого відштовхувалася від класичного Катеначо. Президент «Інтера» Массімо Моратті залишився незадоволений результатами команди, і в жовтні 2003 року після нічиєї з «Брешією» Купер був відправлений у відставку.

### Повернення в «Мальорку»
Провівши півроку без серйозної роботи, аргентинський фахівець в середині сезону 2004/05 прийняв пропозицію повернутись в «Мальорку», яка перебувала в зоні вильоту. Роль «пожежника» Куперу вдалася: незважаючи на довге балансування на межі прірви, прописку в Прімері клуб з Балеарських островів зберіг. Однак на початку 2006 року, набравши лише 19 очок в 23 матчах, «Мальорка» перебувала на дні турнірної таблиці. Ектор Купер був змушений подати у відставку, яка була прийнята президентом клубу.

### Недовга робота з «Бетісом» і «Пармою»
У липні 2007 року Купер підписав контракт з іспанським клубом «Реал Бетіс», але в грудні був звільнений з поста головного тренера після поразки в матчі з «Атлетіко».
У березні 2008 року став головним тренером італійської «Парма», однак і тут надовго не затримався і через два місяці був звільнений після матчу з «Фіорентиною»

### Збірна Грузії
У липні 2008 року з'явилася інформація про те, що Купер може зайняти пост головного тренера збірної Грузії, крім нього на цей пост розглядалися кандидатури німецького фахівця Фолькера Фінке та хорвата Петара Сегрта. В серпні стало відомо, що тренувати збірну буде Купер, який підписав контракт на два роки. Однак і в цій команді у нього не заладилося. Збірна рідко вигравала і в жовтні 2009 року Купер припинив роботу з «хрестоносцями».

### «Аріс»
3 листопада 2009 року очолив грецький «Аріс», з яким дійшов до фіналу Кубка Греції, але вкотре вирішальний матч команда Купера програла — цього разу 0:1 «Панатінаїкосу». 18 січня 2011 року покинув грецький клуб.

### «Расінг»
29 червня 2011 року призначений головним тренером іспанського клубу «Расінг» (Сантандер). Контракт підписаний строком на 1 рік. Проте у сантандерському клубі справи в Купера пішли вкрай невдало. Команда в 13 матчах чемпіонату здобула лише одну перемогу і справедливо йшла на останньому місці Ла Ліги, через що вже 29 листопада того ж року аргентинський фахівець змушений був піти з команди, яка в підсумку таки покинула елітний дивізіон.

### «Ордуспор»

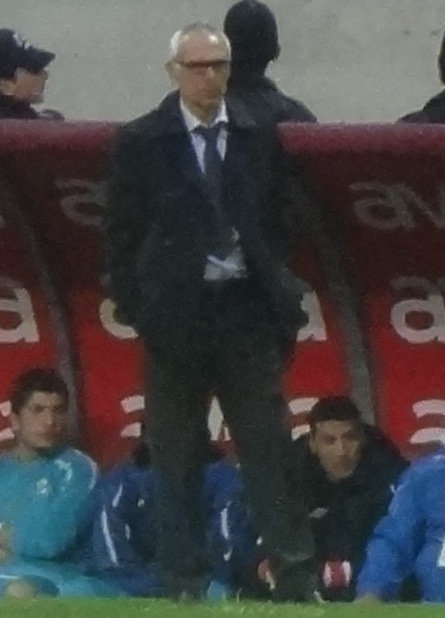
Ектор Купер під час роботи з «Ордуспором». 31 березня 2012 року

19 грудня 2011 року підписав контракт з клубом турецької Суперліги «Ордуспором», але 13 квітня 2013 року покинув команду «за згодою сторін».

### «Аль-Васл»
Наразі останнім місцем тренерської роботи був клуб «Аль-Васл», команду якого Ектор Купер очолював як головний тренер з листопада 2013 до березня 2014 року, поки не був звільнений через низькі результати (клуб займав десяте місце в чемпіонаті ОАЕ, набравши 20 очок після 19 ігор).

### Збірна Єгипту
З 2015 року - головний тренер збірної Єгипту. За його керівництва національна збірна завоювала срібло Кубку африканських націй 2017 року, а згодом вийшла до фінальної частини чемпіонату світу 2018, де виступила вкрай невдало, програвши як у першому матчі з Уругваєм (0:1), так і в другому, коли поступилася збірній Росії 1:3. А після того, як африканська команда не змогла здобути бодай одне очко, програвши й останню гру на турнірі збірній Саудівської Аравії, було оголошено, що контракт тренера подовжено не буде.

### Збірна Узбекистану
Попри незадовільні виступи на мундіалі зі збірною Єгипту авторитетний тренер не довго залишався без роботи і вже 1 серпня 2018 року підписав чотирирічний контракт як головний тренер збірної Узбекистану, відповідальний за її підготовку до чемпіонату світу 2022 року.

### Збірна Конго
У травні 2021 року призначений головним тренером футбольної збірної Демократичної Республіки Конго. Нового тренера «Леопардів» привітав прем'єр-міністр країни Сама Луконде К'єнге, в минулому — міністр спорту ДР Конго.

## Досягнення

### Як гравця
- Чемпіон Аргентини:

«Феррокаріль Оесте»: Насьйональ 1982, Насьйональ 1984
- Срібний призер Кубка африканських націй: 2017

### Як тренера
- Володар Кубка КОНМЕБОЛ:

«Ланус»: 1996
- Володар Суперкубка Іспанії:

«Мальорка»: 1998
«Валенсія»: 1999